# Karene Agono Wora
Karene Agono Wora, née le 25 février 1991, est une judokate gabonaise.

## Carrière
Karene Agono Wora a représenté le Gabon dans trois catégories de poids différentes avec beaucoup de succès.
Auparavant en U52kg en tant que junior elle est passée à la division U57kg en 2011 et à la division U70kg en 2017.
Elle est médaillée de bronze dans la catégorie des moins de 70 kg aux championnats d'Afrique de judo en 2018 à Tunis.
Elle remporte la médaille d'or dans cette même catégorie aux Jeux africains de 2019 à Rabat.
Elle décroche le bronze à l’Open d’Afrique de Yaoundé en 2022 et le bronze à Luanda en 2024.
Elle décroche le bronze à l’Open d’Afrique de 2024 à Abidjan.